# Didaphne flavivena
Didaphne flavivena är en fjärilsart som beskrevs av Paul Dognin 1909. Didaphne flavivena ingår i släktet Didaphne och familjen björnspinnare. Inga underarter finns listade i Catalogue of Life.